# Liek
Liek (Frans: Oleye) is een dorp in de Belgische provincie Luik en een deelgemeente van de stad Borgworm. Het was een zelfstandige gemeente tot het bij de fusie van 1971 toegevoegd werd aan de gemeente Borgworm.
Liek ligt aan de taalgrens op 2 kilometer ten noordoosten van de stadskern van Borgworm aan de Jeker. De autosnelweg A3/E40 vormt de zuidgrens van de deelgemeente. Liek ligt in Droog-Haspengouw en is een landbouwdorp dat zich ontwikkeld heeft tot een woondorp. Ten noorden van de dorpskom is er nog akkerbouw.

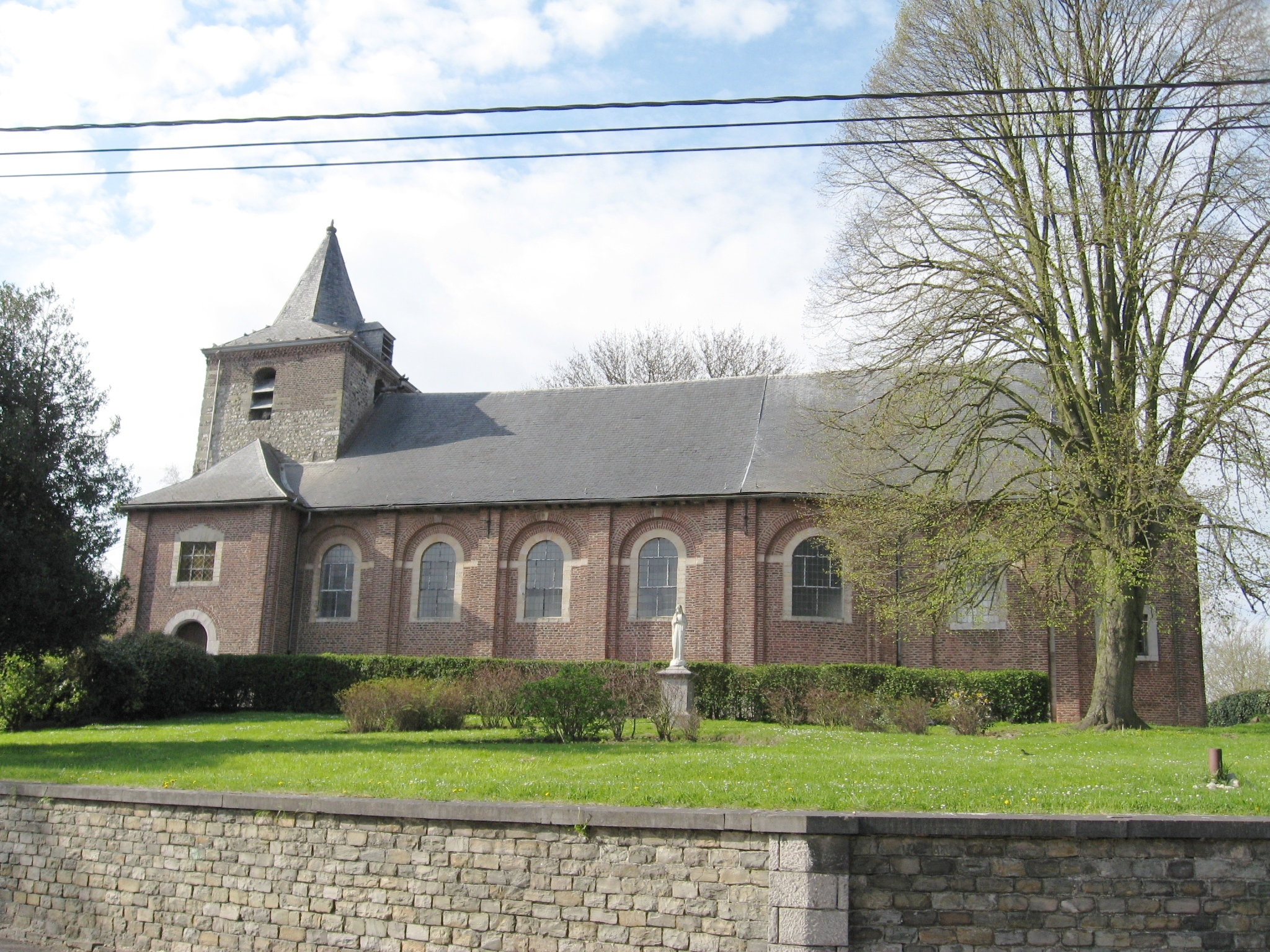
De Sint-Dionysiuskerk

## Naam en geschiedenis
Hoezeer de Nederlandse naam Liek en de Franse naam Oleye ook van elkaar verschillen, zij hebben dezelfde oorsprong, namelijk in het Keltische Oliacum (huis van Ollios). De Nederlandse naam is ontstaan door weglating van de 'o', doordat het accent op de 'i' werd gelegd.
Rond 1240 werd te Liek de Abdij van Paix-Dieu gesticht door Arnold van Corswarem. Omdat de abdij niet voldeed aan de criteria van de cisterciënzers werd de abdij reeds in 1244 overgebracht naar Bodegnée. De gronden bleven eigendom van de abdij.
Op 10 september 1466 ondertekende Karel de Stoute hier het Verdrag van Liek, dat een uitbreiding was van de oorspronkelijk getekende Vrede van Sint-Truiden. Het verdrag werd getekend als gevolg van de Luikse nederlaag in de Slag bij Montenaken het jaar voordien.

## Bezienswaardigheden
- De Sint-Dionysiuskerk (Église Saint-Denis) heeft een romaanse toren uit de 13de eeuw. Het portaal dateert van 1587 terwijl het schip en het koor dateren van 1683. De kerk werd in 1568 geplunderd door de soldaten van Willem van Oranje. In de kerk staat een eiken preekstoel uit de 17de eeuw.
- De pastorie dateert van de 18de eeuw. In het gebouw staat een schouw uit 1663.
- De Ferme Paix-Dieu was de voormalige abdijhoeve van de Abdij van Paix-Dieu te Bodegnée. De ingangspoort dateert van de 17de eeuw.
- De Tumulus van Liek werd in 1991 beschermd als monument.
- De Moulin d'Oleye is een onderslagmolen op de Jeker.
- De Moulin Mathéi is een bovenslagmolen op de Jeker.

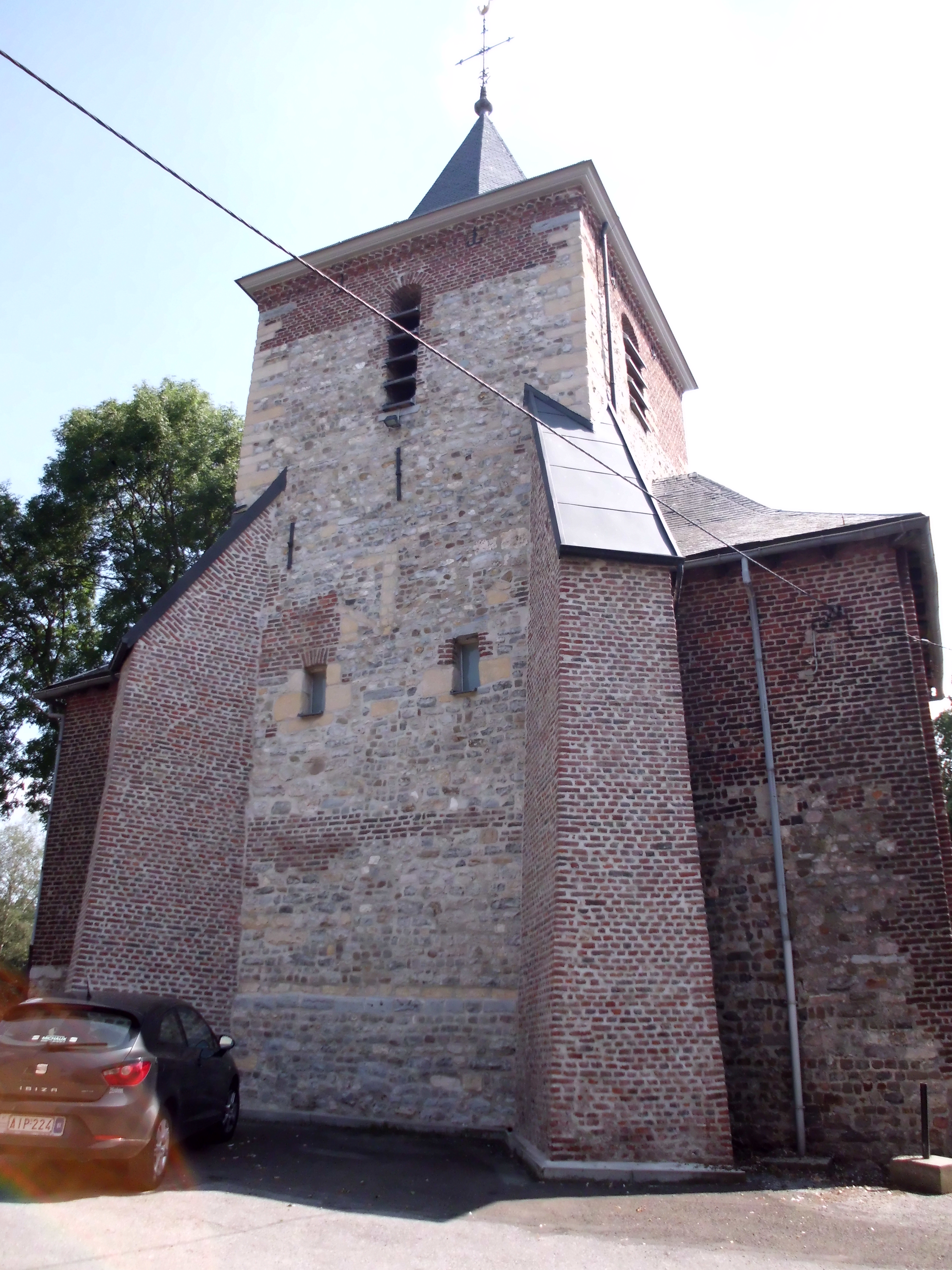
Middeleeuwse toren van Sint-Dionysiuskerk
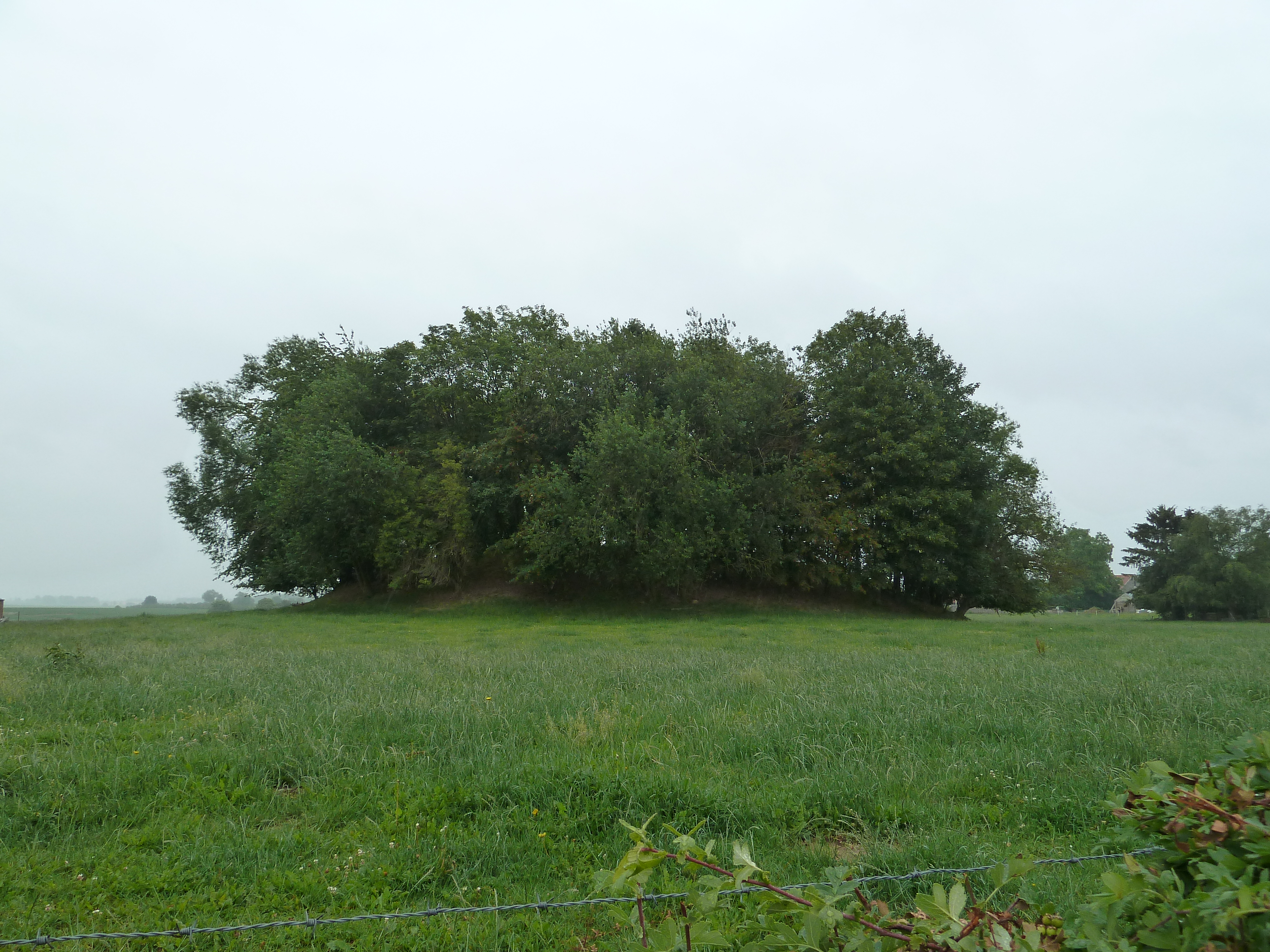
Tumulus van Liek
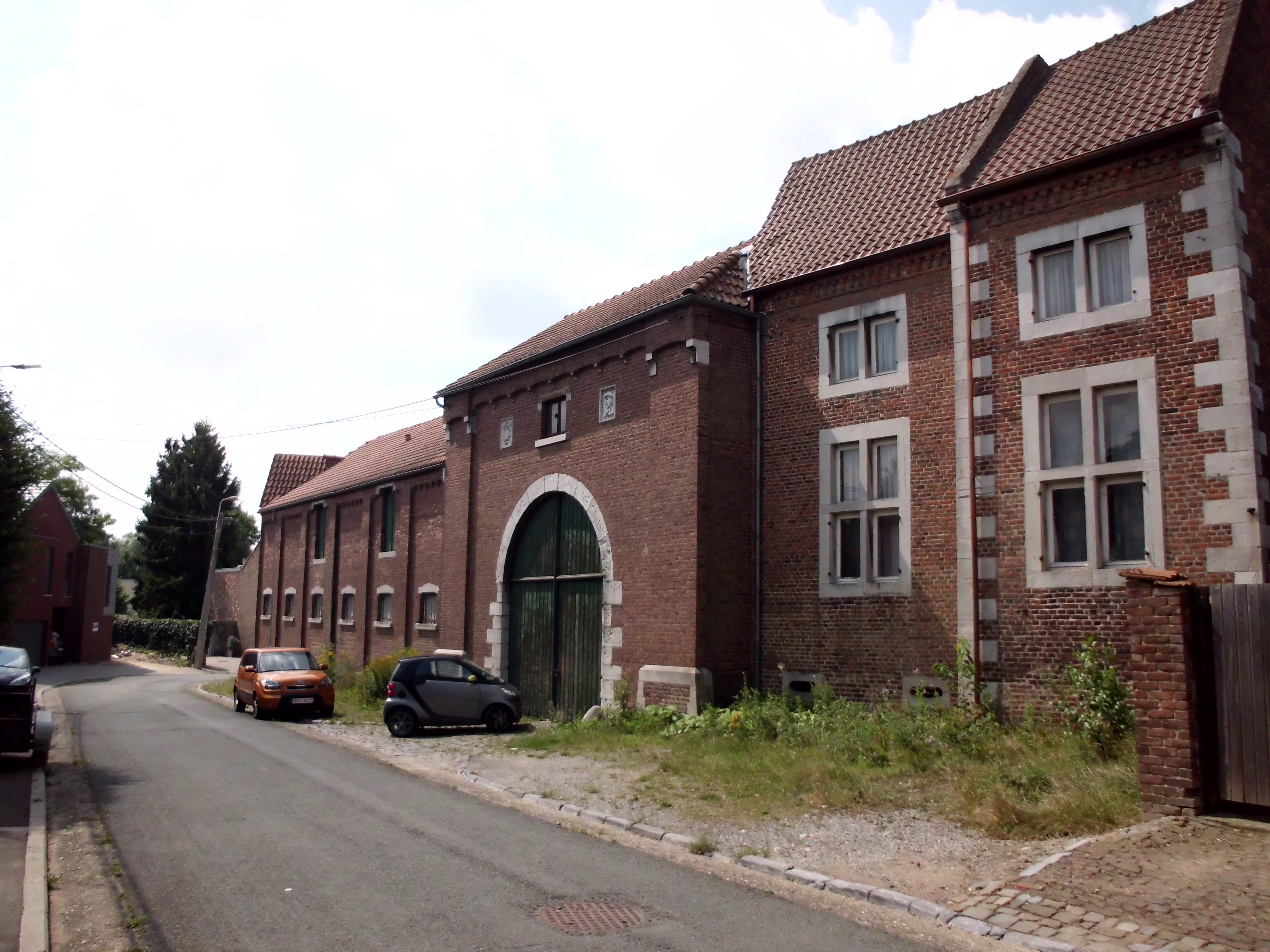
Hoeve Paix-Dieu
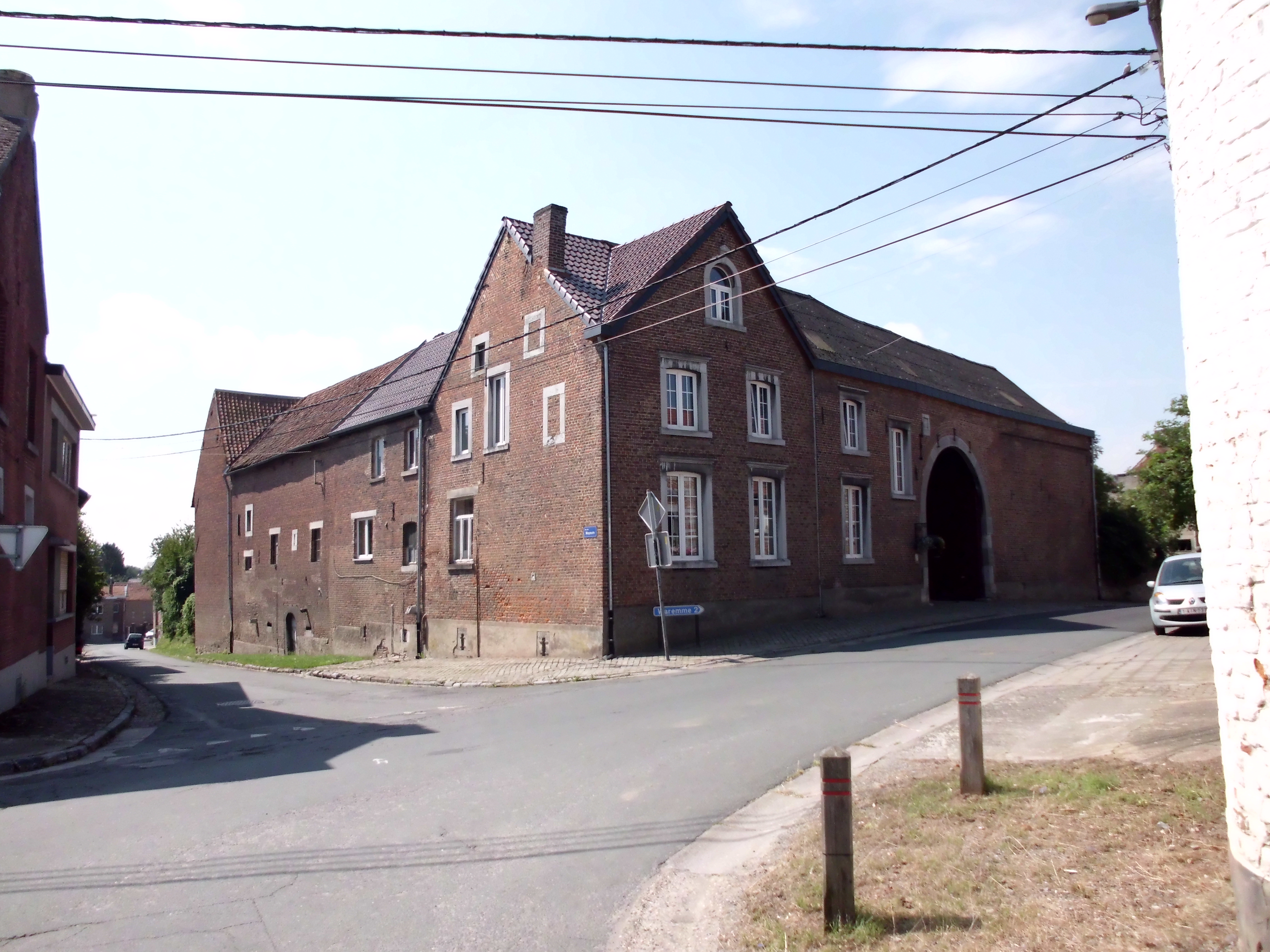
Hoeve Pier
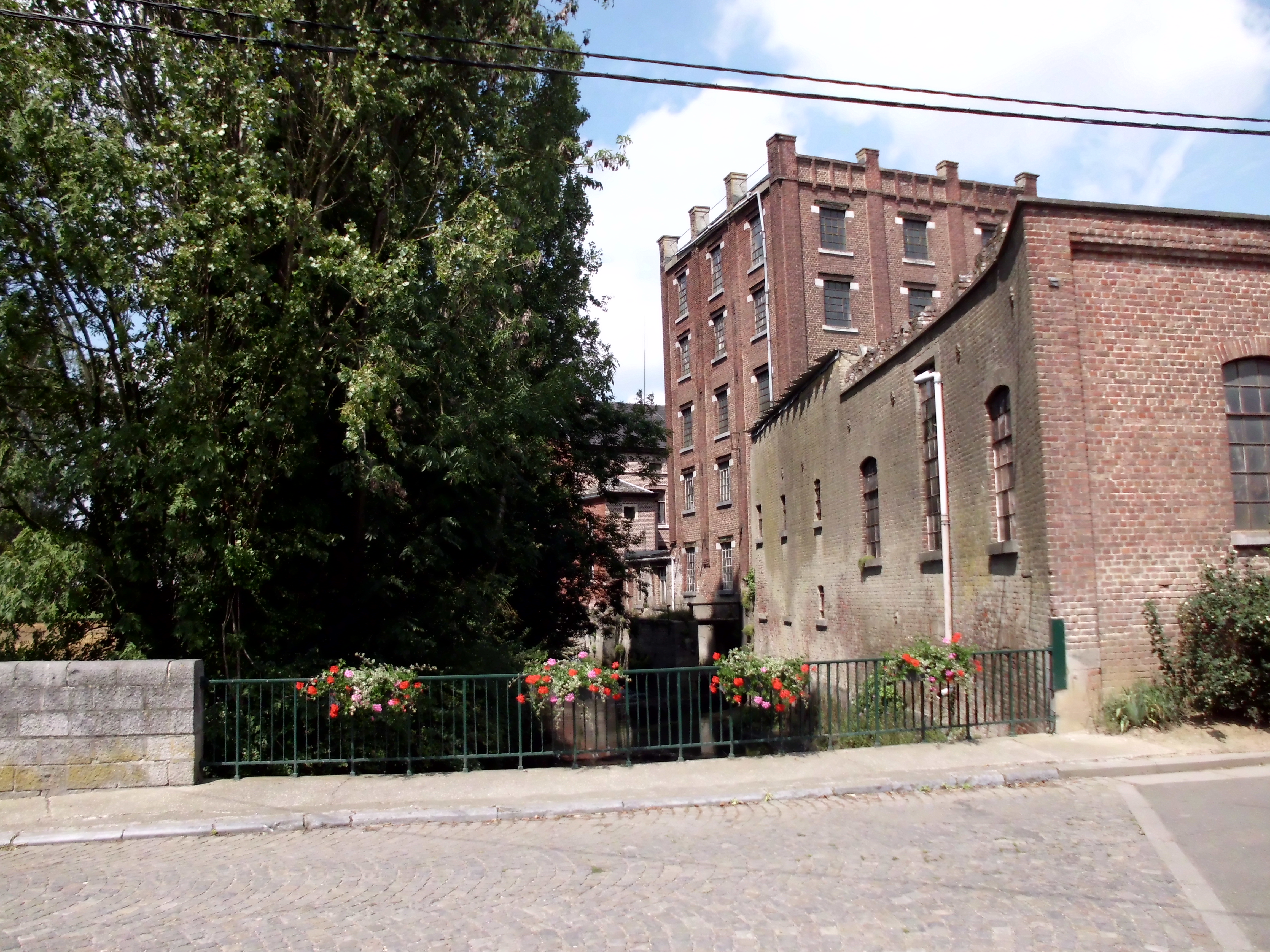
De Molen van Liek langs de Jeker
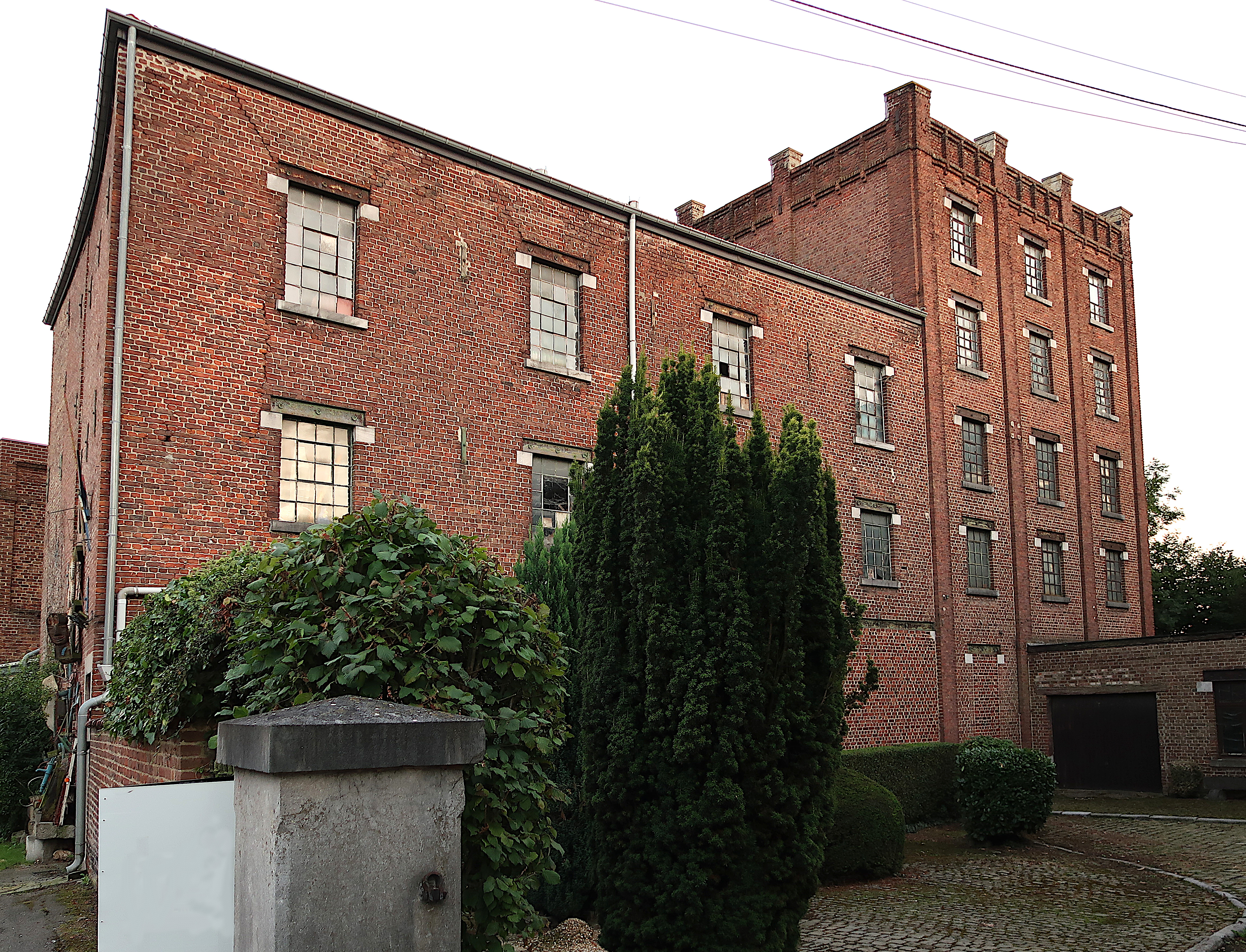
Molen van Liek
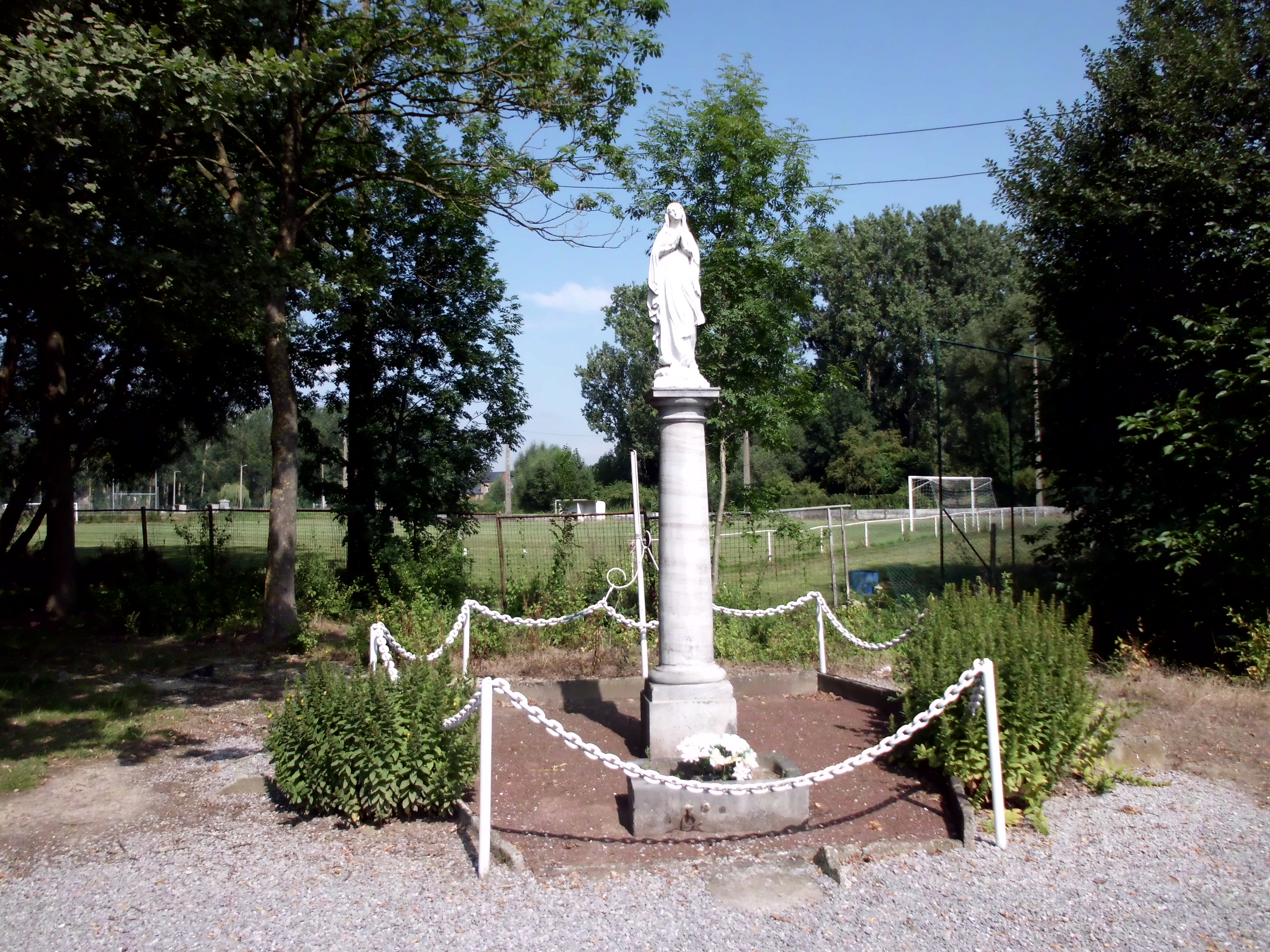
Beeld van de Onbevlekte Ontvangenis, voormalige fontein uit 1857
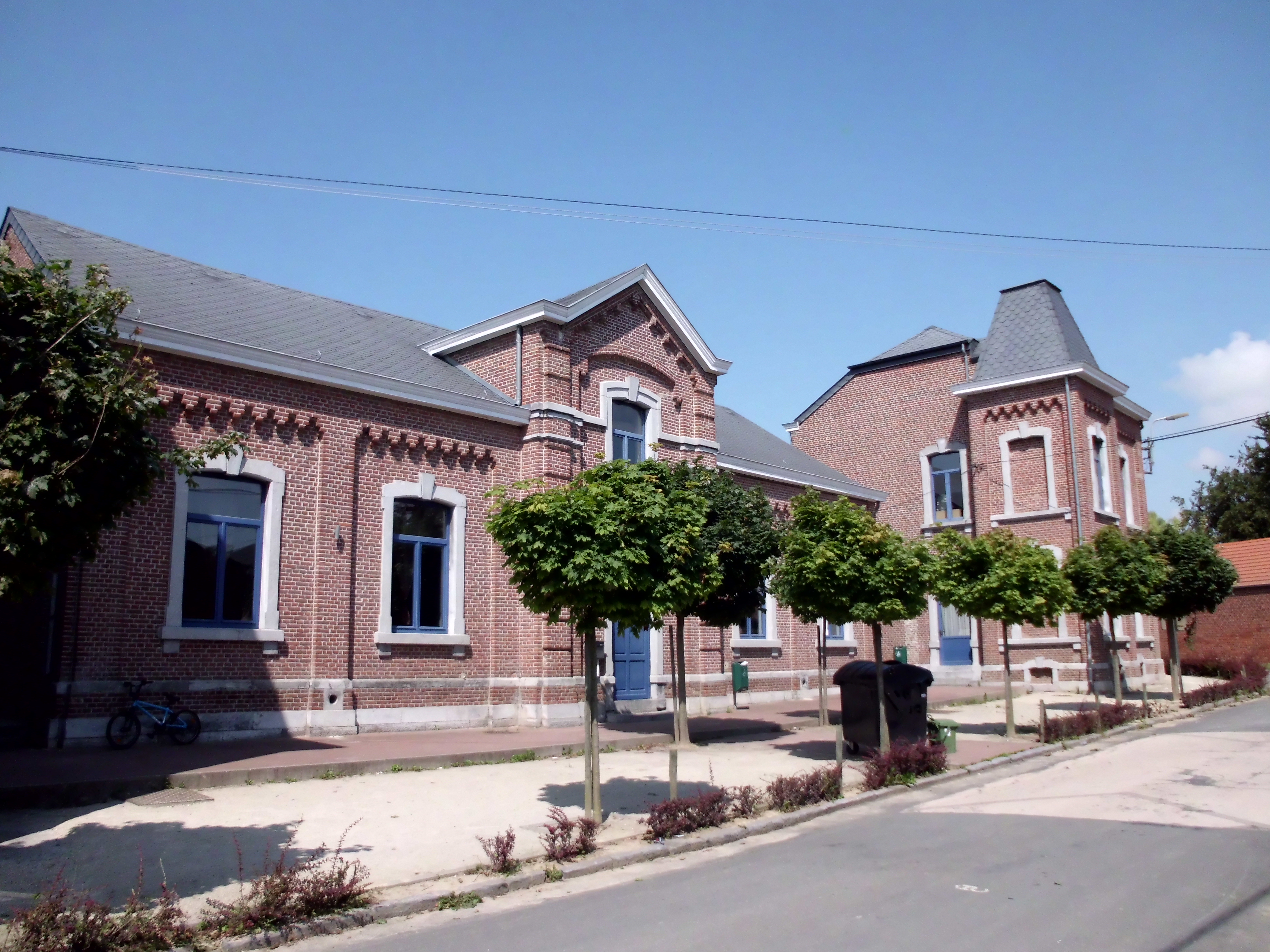
Het vroegere gemeentehuis nu feestzaal

## Natuur en landschap
Oleye ligt nabij de taalgrens en aan de Jeker. De hoogte aan de kerk bedraagt 119 meter.

## Demografische ontwikkeling
- Bronnen:NIS, Opm:1831 tot en met 1961=volkstellingen

## Nabijgelegen kernen
Bettincourt, Waremme, Lantremange, Batsheers, Opheers
Deelgemeenten: Bettenhoven · Borgworm · Bleret · Bovenistier · Grand-Axhe · Lantremange · Liek

Overige kernen: Hartenge · Longchamps · Mouhin · Petit-Axhe

Belgische gemeenten · arrondissement Borgworm · provincie Luik · Wallonië